# HD 32608
HD 32608，又名BD+35 973，SAO 57629、HR 1639，是一颗恒星，视星等为6.52，位于銀經169.53，銀緯-3，其B1900.0坐标为赤經4h 59m 20s，赤緯+35° -3′ 56″。